# Anastasiya Tyurina
Anastasiya Tyurina, född 27 september 2001 i Dusjanbe, är en tadzjikisk simmare.

## Karriär
Tyurina tävlade för Tadzjikistan vid olympiska sommarspelen 2016 i Rio de Janeiro, där hon blev utslagen i försöksheatet på 50 meter frisim.
I juli 2021 vid OS i Tokyo slutade Tyurina på 62:a plats på 50 meter frisim.